# Chris Avellone
Chris Avellone, né le 27 septembre 1971 à Alexandria (Virginie), est un concepteur de jeux (game designer) américain.
Il a collaboré à de nombreux jeux vidéo de rôle à succès. Ayant travaillé auparavant pour Black Isle Studios, il est l'un des membres fondateurs d'Obsidian Entertainment.
Avellone est connu pour être l'un des designers ayant participé à l’élaboration des jeux Fallout 2 et Icewind Dale, mais son travail le plus connu est sur Planescape: Torment. En décembre 2004, il publie Star Wars: Knights of the Old Republic II: The Sith Lords, son premier jeu avec Obsidian. Il a également travaillé comme concepteur principal au sein d'Obsidian Entertainment sur les jeux Alpha Protocol et Fallout: New Vegas, sortis tous deux en 2010.

## Biographie

### Enfance, formation et débuts
Chris Avellone est un descendant d'immigrés siciliens. Après avoir obtenu son diplôme au lycée Thomas Jefferson High School for Science and Technology (en), il intègre l'université du Collège de William et Mary en Virginie (avec Todd Howard) et termine avec un baccalauréat. Pendant cette période, il écrit des histoires courtes et des scripts pour les jeux de rôle dont certains sont publiés dans le magazine Dragon du jeu de rôle Donjons et Dragons.
Grâce à Bruce Harlick, alors rédacteur en chef de la société Hero Games (en), il écrit un livre pour le jeu de rôle Dark Champions (en). Après plusieurs publications avec Hero Games, il décide finalement que la conception de jeux est une bonne option de carrière. Steve Peterson, l'un des fondateurs de Hero Games, lui arrange un entretien avec Interplay, un gros éditeur de jeux à l'époque. Sa connaissance des jeux de rôle et ses idées impressionnent Interplay, qui lui offre un poste en tant que concepteur de jeux (game designer).

### Carrière
Vers 1997 ou 1998, Avellone part s'installer dans le comté d'Orange en Californie, où Interplay est situé. Il commence à travailler sur des jeux comme Starfleet Academy, Fallout 2 et Descent to Undermountain. Dans les années qui suivent, il est impliqué dans de nombreux jeux de rôles sur ordinateurs à succès réalisés par Interplay. Il travaille sur des projets pour Dragonplay et plus tard sur des projets pour Black Isle Studios. Il est le concepteur principal pour Planescape: Torment.
Après l'achèvement de Planescape: Torment, Avellone commence à faire un travail de pré-production pour la suite du prochain Fallout, Fallout 3. Mais son travail sur ce jeu est interrompu à plusieurs reprises pour Icewind Dale, Icewind Dale: Strategies and Secrets, Icewind Dale: Heart of Winter, Icewind Dale II, Baldur's Gate III: The Black Hound (en) et pour le jeu sur consoles Baldur's Gate: Dark Alliance.
Pendant ce temps, la situation financière d'Interplay s'est sensiblement dégradée. Les cycles de développement pour les jeux deviennent de plus en plus courts. Ses collègues commencent à partir pour de meilleures opportunités. Néanmoins, Avellone reste avec Black Isle, depuis qu'il a pris plaisir à développer des jeux de rôle ; de plus, la perspective d'une suite de Baldur's Gate existait encore. À l'époque, Avellone soutient également d'autres studios de développement, grâce à son expertise des jeux de rôle. Il aide Reflexive Entertainment (en) sur la création des dialogues et des personnages durant le développement précoce de Lionheart et participe également à l'évolution de l'histoire et à l'écriture de Champions of Norrath avec Snowblind Studios.
Quand Interplay décide d'arrêter le développement de The Black Hound en 2003 (connu alors comme Baldur's Gate III, pour des raisons juridiques), de nombreux membres de Black Isle Studios sont choqués. Avellone perd toute confiance dans la gestion de l'entreprise. À ce moment, Brian Fargo quitte la société. Avellone craint que Fallout 3 en arrive au même sort que Baldur's Gate III. Il commence alors à le promouvoir dans la communauté Fallout, avec des publications telles que la « Bible Fallout »,. Lorsque Feargus Urquhart présente sa lettre de démission, l'atmosphère à l'intérieur de Black Isle change radicalement. Avellone décide de quitter le studio de jeu, après y avoir travaillé pendant près de huit ans. Il démissionne, bien qu'il ait passé trois à quatre ans sur la pré-production de Fallout 3. En collaboration avec Feargus Urquhart, Darren Monahan, Chris Parker, et Chris Jones, il fonde le studio Obsidian Entertainment.
Le premier projet d’Obsidian dans lequel Avellone s'implique est le célèbre jeu de rôle Star Wars: Knights of the Old Republic 2 - The Sith Lords, pour lequel il est le concepteur principal. Depuis, il a aussi participé au développement de Star Wars Tales 24 (faisant partie de Star Wars Tales Volume 6), de Neverwinter Nights 2 et de Neverwinter Nights 2: Mask of the Betrayer. Il travaille également comme concepteur principal au sein d'Obsidian Entertainment sur les jeux Alpha Protocol et Fallout: New Vegas, sortis tous deux en 2010. Il quitte Obsidian Entertainment le 9 juin 2015 après avoir travaillé sur Pillars of Eternity,.
En juin 2018, lors de l'Electronic Entertainment Expo (E3), le studio de développement polonais Techland annonce que Chris Avellone participe à l'écriture de Dying Light 2.
Le 22 mars 2019, l'auteur annonce travailler sur le projet Vampire: The Masquerade - Bloodlines 2, développé par Hardsuit Labs et édité par Paradox Interactive.

#### Controverses et exclusion de l'industrie vidéoludique
Le 20 juin 2020, plusieurs femmes de l'industrie vidéoludique accusent Chris Avellone d'agression sexuelle et de harcèlement sexuel, supposément commis entre 2013 et 2015. L'une d'entre elles, Karissa Barrows, le décrit comme « un prédateur sexuel abusif, agressif et manipulateur ». Jacqui Collins, responsable des relations publiques de Riot Games pour le jeu Valorant, dénonce quant à elle une proposition sexuelle non sollicitée de sa part, en 2013. Une troisième femme accuse également Avellone de l'avoir agressée sexuellement à plusieurs reprises lors d'un événement de l'industrie en 2014, alors que la petite amie du scénariste était présente.
Suite à ces accusations, les entreprises Techland, Gato Salvaje et Paradox Interactive décident de rompre leur contrat en cours avec le scénariste, respectivement sur les projets Dying Light 2, The Waylanders et Vampire: The Masquerade - Bloodlines 2,,,,,.
Le 26 juin 2021, Chris Avellone publie un démenti de ces allégations sur le site Medium et intente un procès en diffamation contre deux de ses accusatrices, Karissa Barrows et Kelly Rae Bristol, dans le comté d'Orange, en Californie. Il réclame également des « dommages-intérêts punitifs d'un montant approprié pour punir [Karissa] Barrows ou en faire un exemple »,,,.
Finalement, l'affaire est rejetée par le tribunal californien pour des raisons de compétence, conduisant Chris Avellone à intenter son procès dans l'Illinois le 28 septembre 2022,,.

#### Réhabilitation
Le 25 mars 2023, Chris Avellone explique avoir trouvé un accord avec ses deux accusatrices, Karissa Barrows et Kelly Rae Bristol. Il publie en effet une déclaration signée par les deux femmes, dans laquelle elles reviennent sur leurs déclarations passées et l'innocentent de tout acte répréhensible, affirmant que leurs « paroles ont été mal interprétées ». Par ailleurs, l'avocat d'Avellone évoque le « paiement d’une somme à sept chiffres destinée à rembourser » ses frais d’avocat,,,,,.

#### Nouveau départ
Le 26 juin 2025, Chris Avellone rejoint le studio Republic Games, fondé en 2024 par Adam Williams (en) avec le soutien financier de l'éditeur sud-coréen Krafton. L'équipe travaillerait sur un « RPG de fantasy sombre et mature »,,.

## Participations notables
- Starfleet Academy (1997)
- Fallout 2 (1998)
- Descent to Undermountain (1998)
- Baldur's Gate (1998)
- Planescape: Torment (1999)
- Icewind Dale (2000)
- Icewind Dale: Heart of Winter (2001)
- Baldur's Gate: Dark Alliance (2001)
- Icewind Dale II (2002)
- Lionheart: Legacy of the Crusader (2003)
- Champions of Norrath (2004)
- Star Wars: Knights of the Old Republic II: The Sith Lords (2005)
- Neverwinter Nights 2 (2006)
- Neverwinter Nights 2: Mask of the Betrayer (2007)
- Alpha Protocol (2010)
- Fallout: New Vegas (2010)
- Wasteland 2 (2014)[30]
- FTL: Advanced Edition (2014)[31]
- Pillars of Eternity (2014)[32]
- Torment: Tides of Numenera (2015)[33]
- Tyranny (2016)
- Divinity: Original Sin 2 (2017)[34]
- Prey (2017)[35]
- Torment: Tides of Numenéra (2017)
- Pathfinder: Kingmaker (2018)[36]
- Into the Breach (2018)
- Star Wars Jedi: Fallen Order (2019)
- Vampire: The Masquerade - Bloodlines 2 (2020)
- Dying Light 2 Stay Human (2022)